# Stanisław Małkowski (geolog)

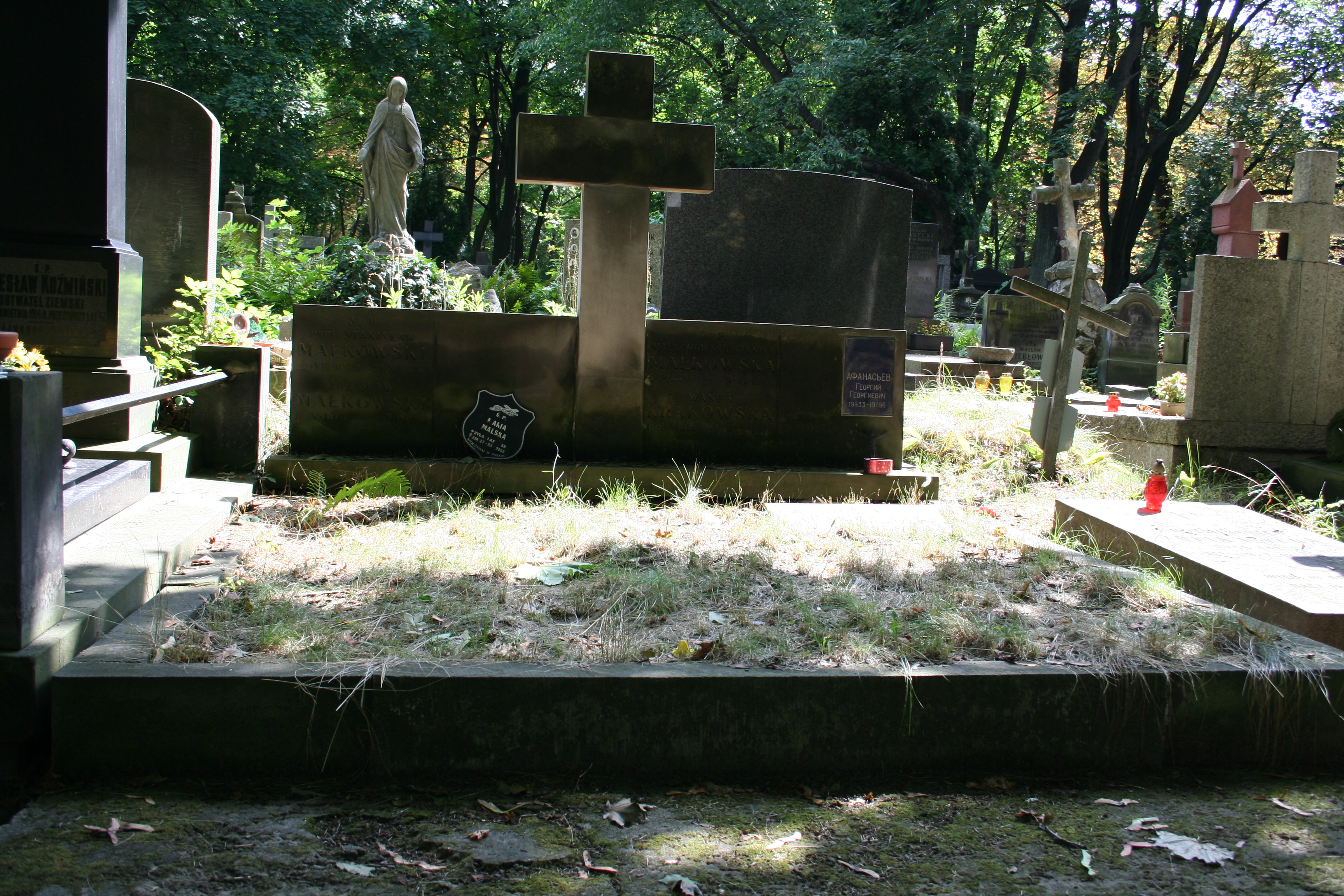
Grób Stanisława Małkowskiego na warszawskim cmentarzu Powązkowskim

Stanisław Małkowski (ur. 22 sierpnia 1889 w Radzyniu Podlaskim, zm. 21 grudnia 1962 w Warszawie) – polski geolog, profesor Uniwersytetu Stefana Batorego w Wilnie w latach 1934–1939.

## Życiorys
Pochodził z rodziny ziemiańskiej. Był synem Wacława Małkowskiego i Marty z Guzowskich Małkowskiej. W latach 1908–1914 studiował na Uniwersytecie Jagiellońskim. Po zakończeniu nauki w Krakowie przeniósł się do Warszawy, gdzie w latach 1917–1921 pełnił funkcję asystenta Pracowni Mineralogicznej Towarzystwa Naukowego Warszawskiego. W 1918 r. zaciągnął się do Wojska Polskiego. W składzie 5 pułku piechoty Legionów brał udział w walkach o Lwów. Po opuszczeniu wojska w 1919 r. podjął pracę w Państwowym Instytucie Geologicznym w Warszawie. Zajmował się badaniami na szerokim obszarze ziem polskich. Prowadził wykłady na Wolnej Wszechnicy Polskiej. Ogłosił około 150 prac naukowych z różnych dziedzin geologii.
Był pionierem ochrony zabytków przyrody nieożywionej w Polsce, członkiem Polskiego Towarzystwa Geologicznego i Państwowej Rady Ochrony Przyrody. W 1932 r. założył Towarzystwo Muzeum Ziemi, którego zadaniem była popularyzacja wiedzy z dziedziny geologii. W 1934 r. został mianowany profesorem nadzwyczajnym Uniwersytetu Stefana Batorego w Wilnie i objął tam kierownictwo Zakładu Mineralogii i Petrografii. W latach 1934–1939 wykładał mineralogię i petrografię. Po wybuchu II wojny światowej został usunięty przez władze litewskie z funkcji profesora Uniwersytetu Wileńskiego. W 1941 r. opuścił Wilno i wyjechał do Generalnego Gubernatorstwa. Mieszkał w tym czasie w Woli Korytnickiej i w Warszawie.
W sierpniu 1944 r. został aresztowany przez Niemców i trafił do obozu koncentracyjnego KL Sachsenhausen. Po zakończeniu II wojny światowej osiadł w Warszawie, gdzie zajął się organizowaniem nowoczesnego muzeum geologicznego. W latach 1948–1950 pełnił funkcję pierwszego dyrektora Muzeum Ziemi w Warszawie, a następnie jego pracownika naukowego. Od 1946 r. członek Towarzystwa Naukowego Warszawskiego, w latach 1957–1962 prezes Polskiego Towarzystwa Miłośników Nauk o Ziemi.
W 1959 r. przeszedł na emeryturę. Zmarł na gruźlicę. Spoczywa na cmentarzu Powązkowskim w Warszawie (kw. 105–VI–19/20).

## Nagrody i odznaczenia
- Nagroda naukowa Ministerstwa Wyznań Religijnych i Oświecenia Publicznego (1921)
- Złoty Krzyż Zasługi (1946)
- Krzyż Komandorski Orderu Odrodzenia Polski (1956)

## Publikacje
Stanisław Małkowski był autorem ponad 150 prac naukowych.
- O wydmach piaszczystych okolic Warszawy, 1917
- Podstawy naturalne krajowego przemysłu kamieniarskiego: referat opracowany na II-gi Zjazd Polskich Techników Zrzeszonych, 1927
- Kartki z pamiętnika włóczęgi, 1929
- O surowcach mineralnych Wileńszczyzny, 1939
- Wydmy śródlądowe Polski, 1953

## Patron
- Stanisław Małkowski jest patronem rezerwatu przyrody nieożywionej na półwyspie Fuledzki Róg.
- Imieniem profesora Stanisława Małkowskiego nazwany jest głaz narzutowy znajdujący się przy ul. Puławskiej 19 w Warszawie[2].